# Season of da Siccness
Season of da Siccness - это дебютный альбом калифорнийского гангста-хорроркор рэпера Brotha Lynch Hung. Альбом был записан в студии "Black Market Records".

## Об альбоме
Альбом был записан в 1994 году, в Сакраменто, Калифорния.
Во время записи альбома умер брат Линча, человек под псевдонимом "Q-Ball" (кстати на обложке альбома написано что весь альбом посвящён Q-Ball'у, хотя на самом деле Q-Ball'у он посвятил только одну песню под названием "Liquor Sicc"). Именно поэтому тексты песен альбома содержат элементы насилия, жестокости и каннибализма.
Альбом также включает в себя две самых скандальных песен этого рэпера, Locc 2 Da Brain и Return Of Da Baby Killa.
В производстве альбома участвовали Brotha Lynch Hung, Mr. Doctor, Ron Foster, X-Raided, Zigg Zagg, Zoe, Sicx, Hyst, and Babe Reg.

## Прием критиков и коммерческий успех
В целом, альбом получил положительные отзывы от критиков и даже стал классикой хорроркора. Журнал Allmusic поставил альбому четыре с половиной звезды из пяти, а журнал Fangoria назвал альбом "знаковым" для хорроркора.
Что касается продаж то тут альбом превзошёл все ожидания. Альбом сразу же дебютировал на третьей строчке в чарте Billboard 200 и на первой строчке в чартах Top R&B/Hip-Hop Albums, Top Independent Albums и Top Rap Albums. К концу года альбом уже получил золотую сертификацию в США.
В США альбом стал платиновым, в январе 1996 года, что очень хорошо для хорроркор-альбома. Всего альбом продался три миллиона копий по всему миру.

## Список композиций
1.	"Cusche Break"  	0:18
2.	"Siccmade"  	3:46
3.	"Dead Man"  	0:53
4.	"Rest In Piss"  	4:42
5.	"Get Da Baby"  	0:36
6.	"Return Of Da Baby Killa" (featuring Sicx)	4:13
7.	"Locc To Da Brain" (featuring Zigg Zagg, Zo, Mr. Doctor and Hyst)	5.28
8.	"Q-Ball"  	1:08
9.	"Liquor Sicc"  	5:52
10.	"40 Break"  	1:14
11.	"Datz Real Gangsta"  	2:34
12.	"Deep Down" (featuring Mr. Doctor & Ron Foster)	6:51
13.	"Dead Man Walking"  	3:34
14.	"781 Redrum"  	0:47
15.	"Season Of Da Sicc" (featuring Sicx)	3:54
16.	"Welcome 2 Your Own Death" (featuring Hyst)	5:19
17.	"Real Loccs"  	4:15
18.	"Inhale With Da Devil"  	2:23

## Семплы
- Datz Real Gangsta

(Juicy - Sugar Free)
- Deep Down

(The Ohio Players — Funky Worm)
- Locc 2 Da Brain

(MC Shan - Left Me Lonely)
- I Seen A Man Die

(Luther Vandross - Nightmare)
- Siccmade

(Marvin Gaye - Aquaboogie)
- Goin' Down

(Nena - 99 Luftballons)
- Mind Playin' Tricks On Me

(The Isley Brothers - Hung Up On My Baby)